# Juniper Networks

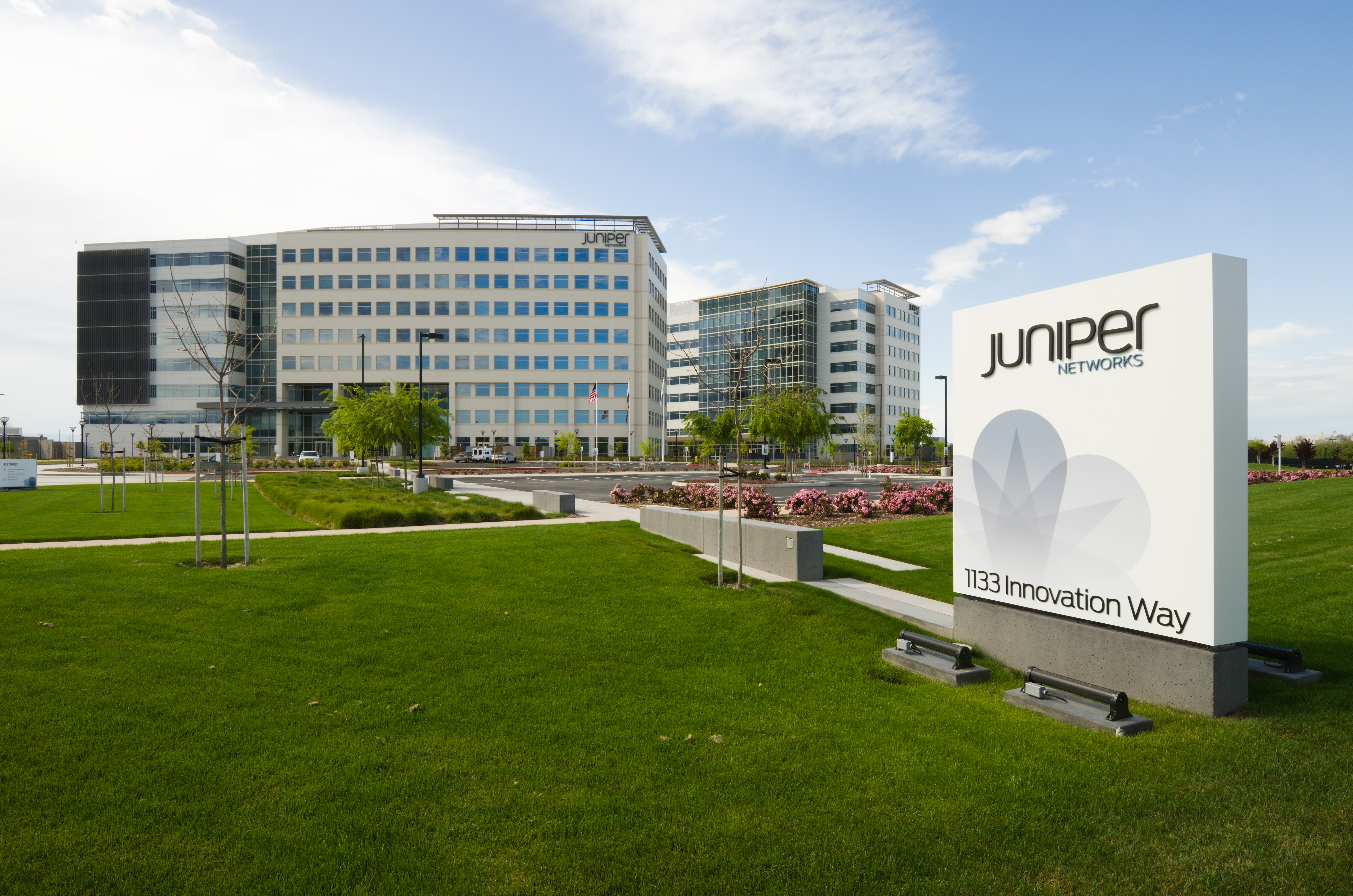
Hauptsitz von Juniper Networks in Sunnyvale, Kalifornien

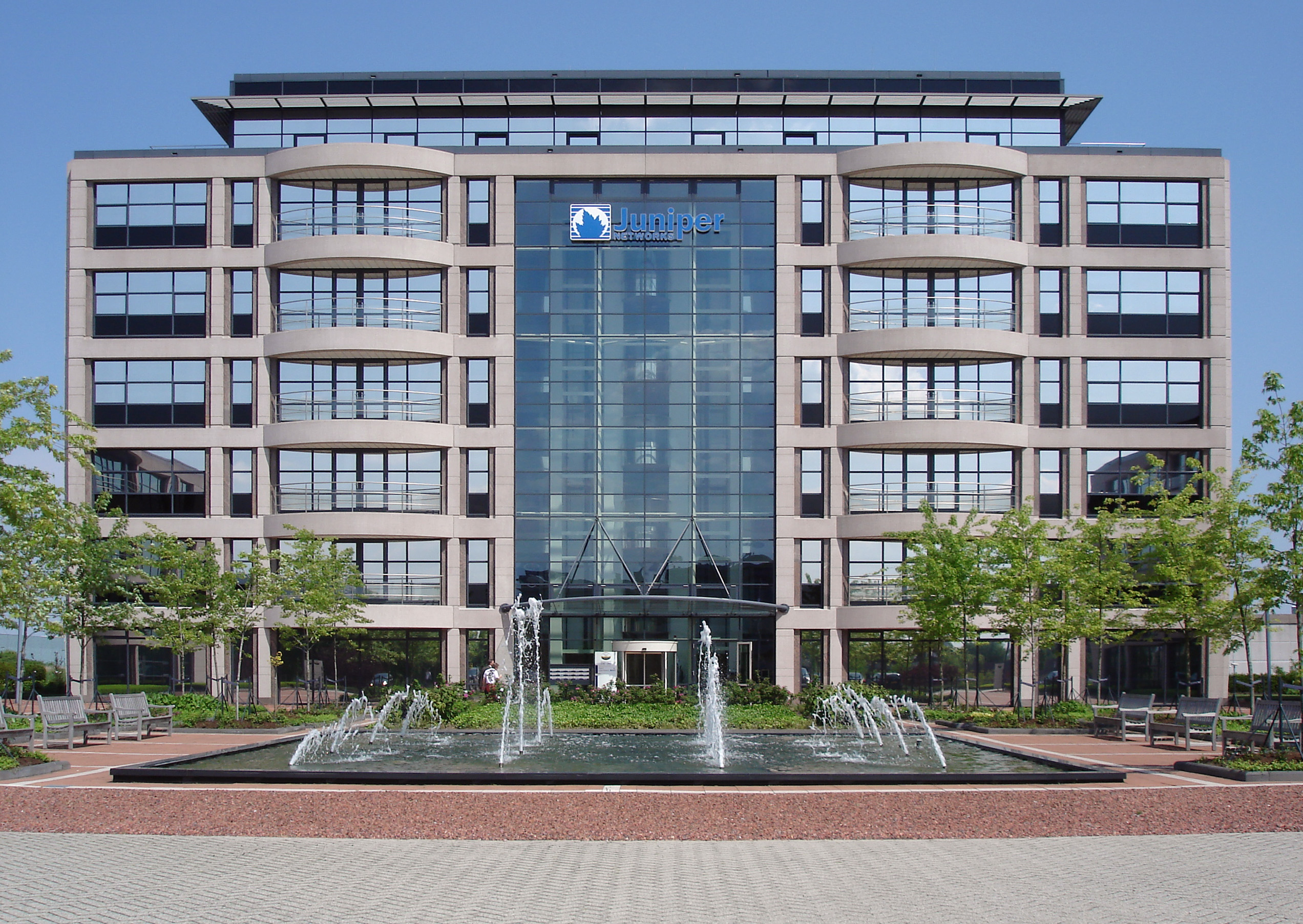
Europazentrale in Schiphol bei Amsterdam

Historisches Logo

Juniper Networks, Inc. ist der weltweit zweitgrößte Netzwerkausrüster.

## Unternehmensdaten
Juniper Networks wurde 1996 von Pradeep Sindhu, Dennis Ferguson und Bjorn Liencres gegründet. Das erste Produkt, den Router M40, brachte das Unternehmen 1998 auf den Markt. Im Juni 1999 erfolgte dann der Börsengang an die NASDAQ. Im 2. Quartal 2004 erfolgte eine Übernahme des Unternehmens NetScreen Technologies (3,4 Mrd. USD). Im 2. Quartal 2005 wurden Kagoor Networks (65,7 Mio. USD) sowie Redline Networks (132 Mio. USD) und Peribit Networks (337 Mio. USD) übernommen. Noch im selben Jahr im 4. Quartal erfolgte auch die Übernahme von Acorn Packet Solutions (8,7 Mio. USD) und von Funk Software (122 Mio. USD). Im August 2006 war das Unternehmen Ziel von Ermittlungen der US-amerikanische Börsenaufsichtsbehörde (SEC) wegen angeblicher Umdatierungen bei Aktienoptionen.

## Geschäftsbereiche
Juniper produziert High-End-Router, die im Core- und Edge-Bereich des Internet-Backbone eingesetzt werden. Seit der Gründung im Jahr 1996 verlor Cisco Systems einen nicht unbedeutenden Marktanteil an Juniper Networks. Zwischen 1996 und 2000 stiegen die Anteile von Juniper von 0 % auf 33,5 %, während Cisco in dieser Zeit von 89 % auf 64,7 % abfiel. In dieser Zeit verdiente sich Juniper den Spitznamen „Cisco Killer“.
Auf den Routern arbeitet ein aus FreeBSD weiterentwickeltes Betriebssystem namens „Junos OS“. Junos OS basiert auf aktuellen Versionen von FreeBSD. Die BSD-Lizenz erlaubt es – unter Beachtung einiger Regeln – Änderungen am Quellcode vorzunehmen, ohne diese veröffentlichen zu müssen. Die in den Geräten verbauten ASICs, die vor allem die I/O-lastigen Operationen des Routers übernehmen, sind eigens entworfen und von IBM hergestellt. Die Router werden von Solectron und Celestica produziert, was für Juniper eine enorme Erleichterung im Management von Vorräten und Produktionskosten bedeutet. Mit dem Auftragsfertiger Flextronics wurde im Juli 2006 ein Outsourcingvertrag unterzeichnet, der Fertigungs- und Logistikdienstleistungen sowie Mitwirkung bei der Markteinführung neuer Produkte beinhaltet.
Im Jahr 2004 übernahm Juniper das Unternehmen NetScreen, welches zuvor bereits sein Produktportfolio durch den Kauf des Unternehmens Neoteris ausgeweitet hatte. NetScreen ist mit dem Betriebssystem ScreenOS auf Entwicklungen im Bereich der Netzwerksicherheit (Router, Firewall und IP/VPN Security-Systeme) spezialisiert. Juniper ist nach dem Kauf von NetScreen der weltweit zweitgrößte Internet-Netzwerkausrüster.
2005 wurde das Produktprogramm durch die Übernahmen der Unternehmen Kagoor Networks (Session Border Controller (SBC), Produkte für IP-Telefonie (VoIP)), Redline Networks (Entwickler und Hersteller von Frontends für Web-Anwendungen in Unternehmen), Peribit Networks (Spezialist für die Optimierung von Wide Area Networks) und Funk-Software (WLAN-Authentifizierung) weiter stark ausgebaut.
Am 16. November 2010 gab Juniper Networks bekannt, den WLAN-Spezialisten Trapeze Networks für 152 Mio. US-Dollar übernehmen zu wollen. Der Vorgang wurde Ende 2010 abgeschlossen. Durch die Übernahme erweiterte Juniper Networks sein Produktprogramm um den Bereich controllergesteuerter WLANs. Anfang 2016 wurde der Verkauf der WLAN-Produkte eingestellt.
Am 9. Januar 2024 wurde bekannt gegeben, dass Hewlett Packard Enterprise das Unternehmen für 14 Mrd. Dollar übernehmen will. Über ein Jahr später gab das US-Justizministerium am 30. Januar 2025 bekannt, dass es Klage gegen die geplante Übernahme einreichen werde.

## Produkte

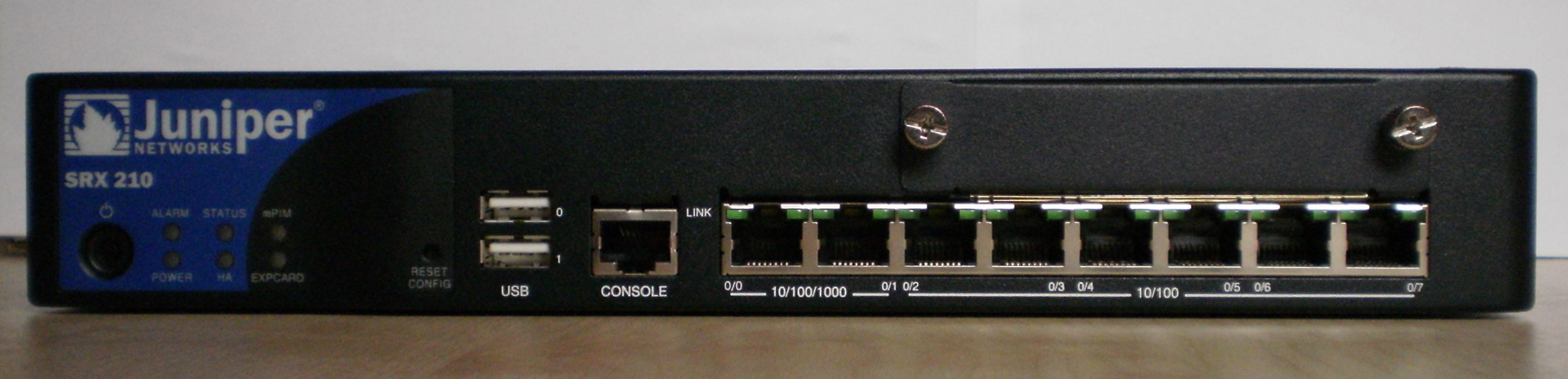
Juniper SRX210 Service Gateway

Juniper unterteilt seine Produkte in folgende Sparten:
- Anwendungsbeschleunigung (Data Center (ehemals Redline) und WAN Acceleration (ehemals Peribit) - Verkauf wurde inzwischen eingestellt)
- Circuit to Packet
- Router (E-, J-, M-, MX-, ACX- und T-Serie)
- Session Border Controller (ehemals Kagoor)
- AAA/802.1X LAN/WLAN-Authentifizierung (Sparte wurde inzwischen ausgegliedert in das Unternehmen PulseSecure)
- Unified Access Control (einheitlichen Zugangskontrolle in Unternehmensnetzwerken)
- Firewall/IPSec VPN (SSG(ehemals NetScreen)-, SRX-Serie) Verkauf der SSG-Serie wurde inzwischen eingestellt.
- SSL VPN (ehemals Neoteris - Sparte wurde inzwischen ausgegliedert in das Unternehmen PulseSecure)
- Intrusion Prevention (ehemals NetScreen IDP - Verkauf wurde inzwischen eingestellt; die Funktionalität ist in den SRX Security-Gateways integriert)
- Switches (EX und QFX-Serie für Campus und Datacenter)
- Wireless LAN (WLC-Serie - Verkauf wurde inzwischen eingestellt)
- Wireless LAN (basierend auf moderner KI), cloud-native Management und mit einem modernen AP Portfolio ist Juniper seit 2020 zu führenden Anbieter für wired/wireless Infrastruktur aufgestiegen (lt. Gartner MQ 2020)
- AI-Driven Enterprise Portfolio für LAN, WLAN und WAN

## Juniper-Skandal
Eine herstellerseitig eingebaute Backdoor erlaubt es seit 2008, auch den VPN-Netzverkehr komplett lesbar zu gestalten.
2015 wurde bekannt, dass Juniper für den amerikanischen Nachrichtendienst NSA diese Backdoors eingebaut hat. Diese wurden kompromittiert und aktiv von anderen Geheimdiensten genutzt.

## Konkurrenten
Zu den größten Konkurrenten gehören die Unternehmen Cisco Systems Inc. und Hewlett Packard Enterprise, es gehören allerdings auch Unternehmen wie Avici Systems sowie Huawei zu den Herausforderern.